# Cerkiew św. Onufrego w Gródku
Cerkiew pod wezwaniem św. Onufrego Wielkiego – prawosławna cerkiew parafialna w Gródku, w obwodzie chmielnickim. Należy do dekanatu gródeckiego eparchii kamieniecko-podolskiej Ukraińskiego Kościoła Prawosławnego Patriarchatu Moskiewskiego.

## Historia
Cerkiew została zbudowana w latach 1989–1991. Konsekracji świątyni dokonał 30 listopada 1991 r. biskup chmielnicki i kamieniecko-podolski Nifont, ku czci św. Onufrego Wielkiego (uważana za cudowną ikona tego świętego znajdowała się w cerkwi św. Aleksandra Newskiego w Gródku, zburzonej przez władze stalinowskie w 1934 r.). W latach 1993–1998 obok cerkwi wzniesiono budynek prawosławnej szkoły podstawowej. Budowę dzwonnicy bramnej ukończono w 2002 r.

## Architektura
Budowla wzniesiona na planie krzyża, murowana, o pięciu kopułach.